# TV 2 Danmark
 For alternative betydninger, se TV 2 (flertydig). (Se også artikler, som begynder med TV 2)
TV 2 Danmark A/S er et dansk statsejet aktieselskab, der driver medievirksomhed med afsæt i en public service-kontrakt med Kulturministeriet.
Hovedkanalen TV 2 har med en aktuel seerandel på 27,2% (2023) siden 1991 været Danmarks mest sete tv-kanal. Virksomheden har hovedsæde på Kvægtorvet på Rugårdsvej i Odense og har derudover en afdeling på Teglholmen i København. TV 2 er et 100 procent statsligt ejet aktieselskab,, som i perioder er forsøgt delvist privatiseret. TV 2 råder samlet over syv tv-kanaler, hjemmeside, apps og TV 2 Play, der er Danmarks mest sete streamingtjeneste.
TV 2 beskæftiger flere end 1.500 ansatte og har en årlig omsætning på knap 3,9 milliarder kroner (2023).

## Historie
I 1986 vedtog et snævert flertal på 73 mandater i Folketinget at etablere TV 2. Intentionen var at give Danmarks Radio konkurrence, men det fulgte også af Mediekommissionens betænkning fra 1983, at et TV 2 "politisk, socialt og økonomisk" skulle forankres i og vendes mod lokale kulturinstitutioner. "Dermed skabes et forsvarsgrundlag for en del af licensen, og man får et alternativ til det udenlandske, navnlig det vesttyske fjernsyn", skrev kommissionen.
Politisk var det særligt de borgerlige regeringspartier, der ønskede et give danskerne et helt anderledes tv-tilbud end DR. Partierne i den daværende opposition havde det svært med, at den nye kanal skulle være reklamefinansieret. Socialdemokratiet bakkede som sådan op om at etablere TV 2, men frygten for reklamernes indflydelse på befolkningen og indirekte også på programmernes indhold betød, at partiet kom til at stå helt uden for kompromiset om TV 2. TV 2's første direktør Jørgen Schleimann forsvarede senere reklamefinansieringen ved at konstatere, at "det er jo ikke sådan, at udsendelserne bare er fyld mellem reklamerne".
Den nye kanal blev etableret som en selvejende institution, der blev underlagt en public service-forpligtelse og skulle som nævnt finansieres af såvel licens som reklamer. TV 2s første bestyrelse arbejdede aktivt for, at stationen skulle placeres i København, men den fik en politisk kontraordre og besluttede sig efter en besigtigelse af mulige lokaliteter for at placere stationen på Kvægtorvet i Odense. Bygningerne købte TV 2 til den offentlige vurdering, og arkitekt Kristian Isager forestod ombygningen.
TV 2 finansierede sin etablering ved et lån, hvortil der blev ydet en statsgaranti. Stationen fik også mulighed for at trække på statsgarantien til driften.
Politisk blev det efter nogen diskussion besluttet, at TV 2 skulle fungere efter en entreprisemodel, hvor langt størstedelen af de danskproducerede programmer produceres af eksterne produktionsselskaber. Produktionen af nyhedsudsendelser og aktualitetsprogrammer kunne også lægges ud som eksempelvis britiske Channel 4 gjorde det, men det endte dog med, at TV 2 fortrinsvis selv producerer disse udsendelser, hvilket fremgår af public service-tilladelserne fra Kulturministeriet.
Stationen havde premiere 1. oktober 1988 og brød dermed DR's monopol på landsdækkende tv via et jordbaseret sendenet. Tidligere fandtes DR, lokal-tv-stationerne TV Syd og Kanal 2 og den fællesskandinaviske kanal TV3, der sendte via satellit fra London for derved at kunne omgå de danske reklameregler.
Blandt de første populære programmer var quizprogrammet Lykkehjulet og fredag aftens langvarige program Eleva2ren, som var et fredagsprogram, der kombinerede journalistik og underholdning.
TV 2's første direktør, Jørgen Schleimann, valgte at sende TV 2 Nyhederne kl. 19.30, samme tid som DRs TV-Avisen. Det var ikke populært hos seerne, og i starten af 1989 blev Nyhederne flyttet til kl. 19. To år efter var TV 2 Danmarks mest sete tv-station, og TV 2 Nyhederne var en reel konkurrent til TV Avisen på DR.
Til TV 2 blev der knyttet otte regionale tv-stationer, der er selvstændige selvejende virksomheder, som fik en lille del af sendetiden i såkaldte vinduer. TV Syd eksisterede i forvejen, mens de øvrige blev etableret løbende fra 1988-1991.
I begyndelsen blev der sendt to reklameblokke om dagen. De blev gradvis udvidet indtil 1992, hvor der blev sendt reklamer løbende over hele sendefladen. Det selvstændige selskab TV 2 Reklame A/S solgte reklamerne. Indtægterne herfra og bidraget fra licensmidlerne indgik i en fond, der fordelte midlerne til TV 2 og de regionale stationer. I 1997 blev fonden nedlagt, og TV 2 disponerede over midlerne. TV 2 Reklame blev samtidig nedlagt og er i dag en integreret del af TV 2.
I 2003 blev selskabskonstruktionen ændret og siden har TV 2 været et statsligt ejet aktieselskab. TV 2 har ikke modtaget licens siden 30. juni 2004.

## Ansatte

### TV 2's administrerende direktører
- Jørgen Schleimann: 1. april 1987–1. august 1992
- Tøger Seidenfaden: 1. august 1992–1. oktober 1993
- Jørgen Flindt Pedersen: 1. oktober 1993–31. december 1999
- Cristina Lage: 1. januar 2000–31. januar 2003
- Peter Parbo: 1. februar 2003–30. april 2006
- Per Mikael Jensen: 1. maj] 2006–1. august 2007
- Anders Kronborg: 2. august 2007 – 30. november 2007
- Merete Eldrup: 1. december 2007 – 31. juli 2019
- Anne Engdal Stig Christensen: siden 1. august 2019[20]

## Kritik
TV 2 har jævnligt været kritiseret for at være mere borgerlig end DR; noget, der måske har hængt sammen med at stationen fra sin opståen har været reklamefinansieret. Påstanden har imidlertid ikke kunnet dokumenteres af forskere. Senest har forskere ved Syddansk Universitet undersøgt nyhedsdækningen på begge stationer og fundet, at der ikke er nogen systematisk forskel i tonen og måden at omtale bestemte politikere på.
TV 2 er desuden flere gange blevet kritiseret for at have bragt usande oplysninger bl.a. om
- den såkaldte Triple A-bande i 2005[22]
- om p-pillen Yasmin i programmet Dags Dato[23] i 2007
- og i 2009, hvor programmet Go' Morgen Danmark miskrediterede Wikipedia med falske oplysninger om (og af) programmets egne studieværter i et forsøg på at bevise, at oplysninger på Wikipedia og internettet generelt er usikre.[24]

## Privatisering
Forud for dannelsen af VK-regeringen i 2001 havde både Venstre og De Konservative flere gange sagt, at de ønskede at privatisere TV 2/Danmark. Berlingske fortæller på avisens forside 5. april 2001 på baggrund af et interview med den senere kulturminister Brian Mikkelsen (K) og medieordfører Jens Rohde (V), at V og K ønsker at privatisere TV 2 på 100 dage. Det viser sig dog, at partierne, mener, at der skal træffes en beslutning om at privatisere stationen inden for 100 dage.
Privatiseringen bliver ikke til noget, men fører til, at TV 2 i december 2003 omdannes til et statsejet aktieselskab.
Cristina Lage, der i 2002 var administrerende direktør for TV 2, var skeptisk over for en privatisering. Da kulturministeren i december 2002 udnævnte en ny bestyrelse, var det med et klart mandat om at forberede et salg. Der varede ikke længe, før Cristina Lage valgte at forlade TV 2 efter at bestyrelsen havde afvist hendes forslag om en organisationsændring, der bl.a. medførte en fyring af den privatiseringsvenlige økonomidirektør Peter Parbo. I stedet blev Parbo indsat som ny administrerende direktør. Det blev betonet, at hans kontrakt ville ophøre, så snart salget af tv-stationen var gennemført, og der blev heller ikke indsat en ny økonomidirektør. Men det skulle vise sig, at privatiseringen ikke var så nært forestående, som der her blev givet udtryk for.
Regeringen satte TV 2 til salg 28. oktober 2004. Staten vil sælge mellem 51 og 66 procent af aktierne og vil efter et salg fortsætte som minoritetsaktionær. Efter klage fra lokal-tv-netværket TV Danmark pålagde EU-kommissionen i 2004 TV 2 at betale en bod på 628 millioner kroner til den danske stat. Stationen havde angiveligt modtaget beløbet i ulovlig statsstøtte i form af licens. Sagen blev indbragt for EF-domstolen af TV 2 og Kulturministeriet. Sagen er endnu ikke afgjort og regeringen meddelte 8. april 2005, at privatiseringen er sat i bero.
Privatiseringsplanerne betød, at TV 2 i 2004 for sidste gang modtog licensmidler. Siden har TV 2-koncernen været finansieret af reklamesalg og af abonnementsindtægter fra nichekanalerne og siden 2012 abonnementsindtægter fra hovedkanalen som supplement til reklameindtægterne.
TV 2 er stadig underlagt public service-forpligtelsen, og de regionale TV 2-stationer modtager fortsat licens.
Efter flere år med pæne regnskaber viste TV 2's regnskab for 2007 et underskud på 213,5 mio. kr. Underskuddet skyldtes svigtende indtægter fra reklamesalg samt omkostninger til driften af TV 2 Radio. Bestyrelsen og direktionen fremlagde 28. april 2008 en spareplan på 200 mio. kr., der medførte afskedigelse af 136 medarbejdere og et delvist salg af TV 2 Radio til SBS Broadcasting.
1. januar 2012 blev TV 2 en betalingskanal, hvorfor det kræver et abonnement hos en tv-udbyder at se kanalen.
5. oktober 2017 offentliggjorde TV 2 sine mediepolitiske ønsker frem mod forhandlinger om et nyt medieforlig i 2018/2019. I den forbindelse udtalte adm. direktør Merete Eldrup, at TV 2's dobbelt bundlinje - økonomi og public service - bedst understøttes af en ejer med et publicistisk udgangspunkt, men der ikke foreligger holdninger til, om ejerskabet bør være offentligt eller privat.

## TV 2's øvrige kanaler
Frem til 2000 bestod TV 2-familien kun af TV 2 og de otte regionale stationer, men nye er kommet til:
- TV 2 Charlie startede 1. oktober 2004, og henvender sig til et ældre publikum. Kanalen kan modtages via abonnement hos alle tv-distributører. Kanalen kan også ses digitalt via TV 2 Play.
- TV 2 Play (hed opr. TV 2 Sputnik) havde premiere 6. december 2004 under navnet TV 2 Sputnik og er en internetkanal. Sputnik gav adgang til en lang række af TV 2's egne programmer. TV 2 Play giver adgang til indholdet fra TV 2's kanaler samt til TV 2's livekanaler - på pc, tablet, mobil, smarttv og tv-skærme via Apple TV og Google Chromecast.
- TV 2 NEWS havde premiere 1. december 2006. TV 2 NEWS sender nyheder og magasinprogrammer 24 timer i døgnet. Kanalen kan modtages via abonnement hos alle tv-distributører. Kanalen kan også ses digitalt via TV 2 Play.
- TV 2 Fri startede den 5. maj 2013. Det er TV 2's livsstilskanal. TV 2 Fri viser bl.a. noget om, mad, gør-det-selv og natur.[32]
- TV 2 Sport startede den 9. januar 2015. I modsætning til den gamle kanal af samme navn, er denne kanal TV 2's egen.[33]
- TV 2 Sport X startede den 4. januar 2020 med blandt andet fokus på international fodbold, ATP-tennis og NBA-basketball.
- TV 2 Echo startede 27. marts 2023 som TV 2's anden tv-kanal, der primært henvender sig til publikummet i aldersgruppen 15 til 40 år. Kanalen kan modtages via abonnement hos alle tv-distributører. Kanalen kan også ses digitalt via TV 2 Play.

### Ophørte kanaler
- TV 2 Zulu (fandtes 2000-2023)
- TV 2 Sport. (fandtes 2006-2013) 21. december 2006 offentliggjorde TV 2 og MTG, at de sammen ville lancere en sportskanal. 1. marts 2007. TV 2 Sport gik i luften den 11. april 2007 klokken 16.30. TV 2 SPORT HD gik i luften 2. januar 2008. som et spejl af TV 2 Sport. Efter årsskiftet 2012/2013 overtog MTG kanalen, der 7. januar 2013 blev til TV3 Sport 1.
- TV 2 Film, der fandtes 2005-2015, viste film hele døgnet..[bør uddybes]
- TV 2 HD startede januar 2012. Kanalen sender de samme programmer som TV 2 Danmark.
- TV 2 BUSINESS (fandtes i 2016) og henvendte sig primært til erhvervsinteresserede. Dog lukkede TV 2 BUSINESS igen 7 måneder efter lancering.

## Succesfulde serier vist på TV 2's kanaler
- Strisser på Samsø (krimiserie i 12 afsnit), 1997-1998
- Hotellet (dramaserie i 63 afsnit), 2000-2002
- Anna Pihl (krimiserie i 30 afsnit), 2006-2008
- Lærkevej (drama-komedieserie i 22 afsnit), 2009-2010
- Den som dræber (krimiserie i 10 afsnit), 2011
- Rita (drama-komedieserie i 40 afsnit), 2012-2020
- Badehotellet (historisk drama-komedieserie i 60 afsnit), 2013-2024
- Sygeplejeskolen (historisk hospitalsserie i foreløbig 24 afsnit) vist på TV 2 Charlie siden 2018

## TV 2-regionerne
TV 2 Danmark samarbejder med de selvstændige otte regionale TV-stationer, der producerer dels TV-indslag til deres egne 24 timers-kanaler, dels til de regionale nyhedsudsendelser, dels TV-indslag for TV 2 og nyhedsartikler på stationernes respektive hjemmesider ligesom på TV 2's nationale nyhedsside. Regionerne er selvstændige virksomheder og modtager licensstøtte uafhængigt af TV 2. Dog modtager TV 2 indtægterne for salg af reklamer omkring de regionale udsendelser, hvilket er blevet kritiseret for at være en slags indirekte statsstøtte.
TV 2/Nord er målrettet seere i Nordjylland. TV 2/Midt-Vest er for midt- og vestjyder. TV 2/Østjylland er regionen for seere i Østjylland. TV Syd er for Syd- og Sønderjylland. TV 2/Fyn er som navnet antyder for fynboere. TV 2/Øst er for borgere på Midt-, Vest- og Sydsjælland samt øerne. TV 2/Bornholm er for seere på Bornholm, mens TV 2 Kosmopol er for hovedstadsområdet inklusiv Nordsjælland.